# Йоханес Щарк
Йоханес Щарк (на немски: Johannes Stark) е германски физик, носител на Нобелова награда за физика за 1919 г. за откритието на оптичен ефект на Доплер в катодни лъчи и разцепването на спектралните линии в електрическо поле, наречено по-късно ефект на Щарк.

## Биография
Щарк е роден на 15 април 1874 година във фамилното имение Шикенхоф, едно поселище с няколко къщи, в днешната провинция Бавария. След завършване на „Старата гимназия“ в Регенсбург следва математика, физика, химия и кристалография в Мюнхенския университет, където се дипломира през 1897 г. защитавайки докторат на тема „Изследване на някои физични и оптични свойства на въглерода“. След дипломирането остава като асистент на научния си ръководител Ойген фон Ломел в университета в Мюнхен. През 1900 г. Щарк започва като доцент, а по-късно, след 1906 г. е професор в Гьотинген. Тук през 1905 г. той открива оптичния доплеров ефект при канални (катодни) лъчи. През 1908 г. получава покана от Аахен, където започва като редовен професор в тамошното висше училище. През този период Щарк открива разцепването на спектрални линии в електрично поле. За двете открития получава Нобелова награда за физика през 1919 г., когато е професор в Грайфсвалдския университет. Лауреат на това високо отличие, след 1920 г. той работи във Вюрцбург, но през 1922 г. напуска университета поради полемиките си с Айнщайн и неговата теория на относителността. През следващите години работи в икономическия отрасъл.
Щарк прави повече от триста публикации главно касаещи електричество, както и електрически разряди в разредени газове. Освен Нобеловата награда получава още награда Баумгартнер на Виенската академия на науките през 1910 г., награда Валбрух на Гьотингенската академия на науките през 1914 г., медал Матеучи на Римската академия.
Жени се за Луизе Юплер, с която имат пет деца.
Днес Щарк е един позабравен нобелов лауреат главно поради агресивната му антисемитска позиция и близостта му до националсоциализма, заявени още в началото на 20-те години на 20 век. В полемиките си срещу Айнщайн безскрупулно включва политическата машина на силните на деня. Пише още ред статии в подкрепа на националсоциализма, като в едно по-късно негово произведение разделя физиката на „арийска“ и „еврейска“. С политическата си дейност Щарк става един от духовните проводници на Холокоста.
Умира на 21 юни 1957 година в Траунщайн, Германия.

## Публикации
- Die Entladung der Elektricität von galvanisch glühender Kohle in verdünntes Gas. ('Annalen der Physik und Chemie', Neue Folge, Том 68). Лайпциг, 1899
- Der elektrische Strom zwischen galvanisch glühender Kohle und einem Metall durch verdünntes Gas.('Annalen der Physik und Chemie', Neue Folge, Том 68). Лайпциг, 1899
- Aenderung der Leitfähigkeit von Gasen durch einen stetigen elektrischen Strom. ('Annalen der Physik', 4. Folge, Том 2). Лайпциг, 1900
- Ueber den Einfluss der Erhitzung auf das elektrische Leuchten eines verdünnten Gases. (Sonderabdruck aus 'Annalen der Physik', 4. Folge, Том 1). Лайпциг, 1900
- Ueber elektrostatische Wirkungen bei der Entladung der Elektricität in verdünnten Gasen. (Sonderabdruck aus 'Annalen der Physik', 4. Folge, Band 1). Лайпциг, 1900
- Kritische Bemerkungen zu der Mitteilung der Herren Austin und Starke über Kathodenstrahlreflexion. ('Verhandlungen der Deutschen Physikalischen Gesellschaft', Jahrgang 4, Nr. 8). Брауншвайг, 1902
- Prinzipien der Atomdynamik. 1. Teil. Die elektrischen Quanten., 1910
- Schwierigkeiten für die Lichtquantenhypothese im Falle der Emission von Serienlinien. (Специално издание на 'Verhandlungen der Deutschen Physikalischen Gesellschaft', Jg. XVI, Nr 6). Брауншвайг, 1914
- Bemerkung zum Bogen – und Funkenspektrum des Heliums. ('Verhandlungen der Deutschen Physikalischen Gesellschaft.', Jg. XVI, Nr. 10). Брауншвайг, 1914
- Folgerungen aus einer Valenzhypothese. III. Natürliche Drehung der Schwingungsebene des Lichtes. (`Jahrbuch der Radioaktivität und Elektronik', Heft 2, Mai 1914), Лайпциг, 1914
- Methode zur gleichzeitigen Zerlegung einer Linie durch das elektrische und das magnetische Feld. ('Verhandlungen der Deutschen Physikalischen Gesellschaft.', Jg. XVI, Nr. 7). Брауншвайг, 1914
- Die gegenwärtige Krisis in der deutschen Physik, 1922
- Natur der chemischen Valenzkräfte, 1922
- Hitlergeist und Wissenschaft, 1924 заедно с Филип Ленард
- Die Axialität der Lichtemission und Atomstruktur, Берлин 1927
- Atomstrukturelle Grundlagen der Stickstoffchemie., Лайпциг, 1931
- Nationalsozialismus und Katholische Kirche, 1931
- Zentrumspolitik und Jesuitenpolitik, 1931
- Nationalsozialismus und Katholische Kirche. II. Teil: Antwort auf Kundgebungen der deutschen Bischöfe., 1931
- Nationalsozialismus und Lehrerbildung, 1931
- Nationale Erziehung, Zentrumsherrschaft und Jesuitenpolitik, 1932
- Adolf Hitlers Ziele und Persönlichkeit, 1932
- Nationalsozialismus und Wissenschaft, 1934
- Physik der Atomoberfläche, 1940
- Jüdische und deutsche Physik, заедно с Вилхелм Мюлер, Доклад пред Мюнхенския университет, 1941
- Stark, Johannes; Kleinert, Andreas (Herausgeber): Erinnerungen eines deutschen Naturforschers, Манхайм: Bionomica-Verlag 1987.- ISBN 3-88208-011-6 (в книгата е погрешно: 3-88208-0-6)